# En Spands Tilblivelseshistorie
En Spands Tilblivelseshistorie er en dansk dokumentarisk virksomhedsfilm fra 1919 med ukendt instruktør. Filmen er optaget på Glud & Marstrands fabrik.

## Handling
Arbejdsprocessen i forbindelse med industriel fremstilling af galvaniserede spande og mælkejunger. Udstansning af metal, drejning og presning. Galvaniseringen af spandene.